# Dulcênio Fontes de Matos
Dom Dulcênio Fontes de Matos (Lagarto, Sergipe, 1958), filho de Manoel Dias Matos e Leonor de Araujo Fontes. Foi Vigário Paroquial de Lagarto; Pároco de Umbaúba; Administrador Paroquial de Cristinápolis; Pároco da Catedral de Estância. Atuou como 6º Bispo auxiliar da Arquidiocese de Aracaju entre os anos de 2001 a 2006 foi bispo diocesano da diocese de  Palmeira dos Índios  de 2006 a 2017 e é atualmente bispo da Diocese de Campina Grande.
Ordenações episcopais
Dom Dulcênio foi o ordenante principal dos seguintes bispos: 
•Dom José Francisco Falcão de Barros
•Dom Hélio Pereira dos Santos